# Grupo finito

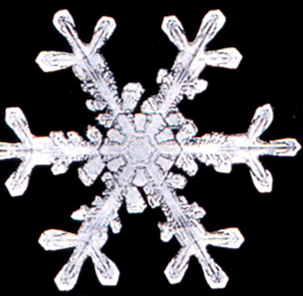
Las simetrías del copo de nieve forman un grupo finito, el grupo diedral D_{6}

En matemáticas y álgebra abstracta, un grupo finito es un grupo cuyo conjunto fundamental G tiene un número de elementos finito. Durante el siglo XX, los matemáticos han investigado ciertos aspectos de la teoría de grupos finitos en gran profundidad, especialmente la teoría local de grupos finitos, y la teoría de  grupos resolubles y grupos nilpotentes. Una completa determinación de la estructura de todos los grupos finitos es demasiado ambiciosa; el número de posibles estructuras pronto se convierte en abrumadora. Sin embargo, la clasificación completa de grupos finitos simples se ha podido conseguir, lo que significa que los «bloques de construcción» con los cuales todos los grupos finitos pueden ser construidos se conoce ahora, ya que cada grupo finito tiene una serie de composición.
Durante la mitad del siglo XX, matemáticos tales como Claude Chevalley y Robert Steinberg también incrementaron el entendimiento de los análogos finitos de los grupos clásicos, y otros grupos relacionados. Una de estas familias de grupos es la familia de los grupos generales lineales sobre cuerpos finitos.  
Los grupos finitos también surgen cuando se considera la simetría de objetos matemáticos o físicos, cuando esos objetos admiten sólo un número finito de transformaciones que preservan la estructura. La teoría de los grupos de Lie,
que puede ser vista como un trato con la «simetría continua», está fuertemente influenciada por los grupos de Weil asociados. Hay grupos finitos generados por reflexiones que actúan sobre un espacio euclídeo de dimensión finita. Las propiedades de los grupos finitos pueden así desempeñar un papel importante en áreas como la física teórica y química.

## Ejemplos

### Grupos de permutación
El grupo simétrico SN describe todas las permutaciones de N elementos. Hay N! permutaciones posibles que dan el orden del grupo. Por el teorema de Cayley, cualquier grupo finito puede ser expresado como un subgrupo de un grupo simétrico para un determinado entero N. El grupo alternante es el subgrupo correspondiente únicamente de las permutaciones pares.

### Grupos cíclicos
Un grupo cíclico ZN es un grupo en la que todos sus elementos son potencias de un determinado elemento a donde aN=a0=e, el elemento identidad. Un ejemplo típico de este grupo son las N-ésimas raíces de la unidad complejas. Relacionando a a una raíz primitiva de la unidad se obtiene un isomorfismo entre las dos. Esto puede ser realizado con cualquier grupo cíclico finito.